# Родерік Міллер
Родерік Міллер (ісп. Roderick Miller, нар. 3 квітня 1992) — панамський футболіст, захисник азербайджанського клубу «Туран» (Товуз).
Виступав, зокрема, за клуб «Сан-Франциско», а також національну збірну Панами.

## Клубна кар'єра
У дорослому футболі дебютував 2010 року виступами за команду клубу «Сан-Франциско», в якій провів чотири сезони, взявши участь у 59 матчах чемпіонату. 
Частину сезону 2014 року провів на правах оренди в мексиканському клубі «Венедос».
2014 року повернувся до клубу «Сан-Франциско». Цього разу провів у складі його команди ще два сезони. 
До складу колумбійського «Атлетіко Насьйональ» приєднався 2016 року. Відіграв за команду з Медельїна 13 матчів в національному чемпіонаті.
21 січня 2019 року підписав однорічний контракт з клубом «Окжетпес». 25 липня 2019 року сторони припинили угоду.
У вересні 2021 року Міллер опинився в складі іракської команди «Аль-Кува Аль-Джавія».
22 березня 2023 року Родерік підписав тримісячну угоду з азербайджанським клубом «Туран» (Товуз).

## Виступи за збірну
2011 року дебютував в офіційних матчах у складі національної збірної Панами. Наразі провів у формі головної команди країни 31 матч.
У складі збірної був учасником Золотого кубка КОНКАКАФ 2013 року у США, де разом з командою здобув «срібло», Кубка Америки 2016 року у США.

## Титули і досягнення
- Срібний призер Золотого кубка КОНКАКАФ: 2013[4]